# Нільтава синьовола
Нільтава синьовола (Cyornis herioti) — вид горобцеподібних птахів родини мухоловкових (Muscicapidae). Ендемік Філіппін.

## Підвиди
Виділяють два підвиди:
- P. h. herioti Wardlaw-Ramsay, RG, 1886 — північ і центр Лусону;
- P. h. camarinensis (Rand & Rabor, 1967) — південь Лусону і острів Катандуанес.

Деякі дослідники виділяють підвид P. h. camarinensis в окремий вид Cyornis camarinensis. 

## Поширення і екологія
Синьоволі нільтави живуть в рівнинних тропічних лісах на островах Лусон і Катандуанес, на висоті до 1200 м над рівнем моря.

## Збереження
МСОП вважає стан збереження цього виду близьким до загрозливого. За оцінками дослідників, популяція синьоволих нільтав нараховує 10-20 тисяч птахів. Їм загрожує знищення природного середовища.